# Georg von Meyendorff (General)

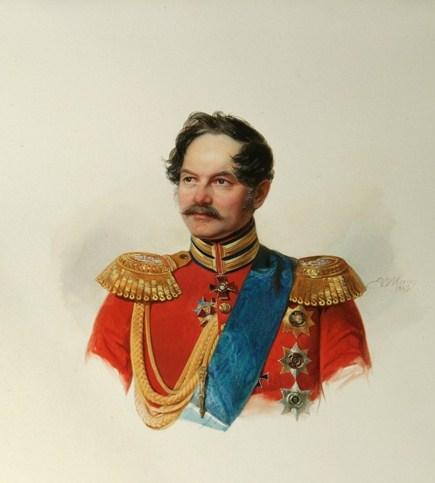
Georg von Meyendorff, Porträt von Woldemar Hau (1846/49)

Georg von Meyendorff, eigentlich Georg Otto Wilhelm Freiherr von Meyendorff (russisch Егор Фёдорович Мейендорф, Jegor Fjodorowitsch Meiendorf; * 26. Dezember 1794 auf Ocht, Gouvernement Estland, heute Ohtu, Landgemeinde Keila, Estland; † 25. Oktober 1879 in Sankt Petersburg) war ein deutsch-baltischer, russischer Offizier, zuletzt General der Kavallerie, Generaladjutant des Zaren und Präsident des Evangelisch-Lutherischen General-Konsistoriums im kaiserlichen Russland.

## Leben und Wirken

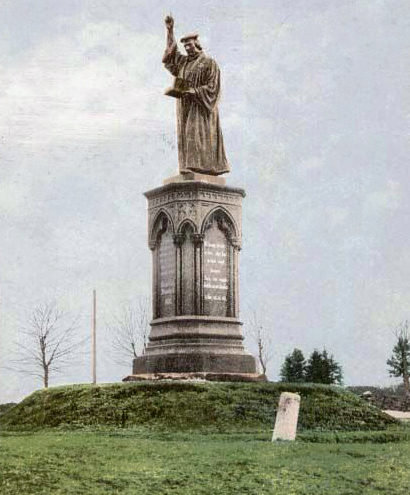
Von Meyendorff gestiftetes Lutherdenkmal

Meyendorff stammte aus dem in Estland begüterten Zweig des deutsch-baltischen Adelsgeschlechts von Meyendorff und war der älteste Sohn von Baron Berend Friedrich Reinhold vom Meyendorff (1762–1836) und seiner Frau Anna Brigitta (1770–1841), geb. von Stackelberg.
Er trat in den russischen Militärdienst ein und zeichnete sich in den Schlachten gegen Napoleon Bonaparte aus. In der Schlacht von Borodino wurde er verwundet, erholte sich jedoch bald und nahm noch an mehreren Schlachten der Befreiungskriege teil. Für seinen Mut in der Schlacht bei Kulm wurde er mit dem Wladimir-Orden 4. Klasse ausgezeichnet; er war auch einer der Empfänger des Kulmer Kreuzes. Als Leutnant nahm er an der Völkerschlacht von Leipzig sowie den Schlachten von Brienne, Arcis-sur-Aube und Fère-Champenoise teil.
1825 wurde er zum Obersten befördert und erhielt das Kommando über das Kürassier-Regiment „Klein-Rußland“, das ab dem 28. Mai 1829 Kürassier-Regiment „Prinz Albrecht von Preußen“ hieß. Mit diesem Regiment war er 1831 an der Niederschlagung des Polnischen Aufstands (Novemberaufstand) beteiligt. In der Schlacht bei Grochów unternahm er einen berühmt gewordenen Kavallerie-Angriff, wofür er zum Adjutanten befördert und mit dem St.-Georgs-Orden 4. Klasse ausgezeichnet wurde. Im Sommer 1831 erhielt er auch den St.-Annen-Orden 1. Klasse und wurde zum Generalmajor befördert. Im Februar 1832 wurde er mit dem preußischen Orden Pour le Mérite ausgezeichnet. 
1833 erhielt er das Kommando über die Chevaliergarde, das er bis 1837 ausübte. 1838 wurde er Hofstallmeister, 1842 Generaladjutant, 1843 Generalleutnant und 1845 Oberstallmeister und Chef des Marstalls des kaiserlichen Hofes. 1853 erhielt er den Alexander-Newski-Orden.
1856 wurde er zum General der Kavallerie befördert. 1862 wurde er Ehrenoberst beim preußischen Dragoner-Regiment „Prinz Albrecht von Preußen“ (Litthauisches) Nr. 1. 1868 wurde er mit dem dänischen Elefanten-Orden ausgezeichnete, und 1873 erhielt er schließlich den Andreas-Orden.
Von 1845 bis zu seinem Tod 1879 war Meyendorff Präsident des Generalkonsistoriums der Evangelisch-Lutherischen Kirche im Zarenreich. Damit war er der leitende nicht-geistliche Vertreter der Evangelisch-Lutherischen Kirche in Russland. Seine Amtsführung fiel in eine Periode verstärkter Russifizierung im Baltikum und wurde in den letzten Jahren durch sein hohes Alter erschwert. 1862 stiftete er das Lutherdenkmal in Keila. Die 6 Meter hohe Statue des Bildhauers Peter Clodt von Jürgensburg sollte eigentlich auf dem Domplatz in Reval aufgestellt werden, was aber am Widerstand der russischen Behörden scheiterte. Meyendorff ließ sie dann auf eigenem Grund und Boden errichten.
Seit Januar 1836 war er mit Olga, geb. Briscorn († 1856), der Witwe des Generals und Gouverneurs von Kiew Jakob Potemkin († 1831), verheiratet. Das Paar hatte sieben Kinder, von denen die Söhne Nikolai (1835–1906), Bogdan Theophil (1838–1918), Fedor (1842–1911) und Alexander (1848–1907) alle die russische Offizierslaufbahn einschlugen und Generäle wurden.